# 장애음
조음 방법에서 장애음 (Obstruent)이라 함은, 파열음, 마찰음, 파찰음 등과 같이 장애를 조음의 특징적 요소로 하는 음소를 뜻한다.
- 파열음/폐쇄음 (Plosive/stop) - 조음 위치를 막았다가 순간적으로 터뜨리면서 소리냄. 한국어 음절초의 /ㄱ/([k, ɡ]), /ㄷ/([t, d]), /ㅂ/([p, b]) 등.
  - 폐쇄한 채 개방하지 않는 것은 불파음(unreleased stop) 또는 미파음이라고 한다. 한국어 음절말의 /ㄱ/([k̚]), /ㄷ/([t̚]), /ㅂ/([p̚])에 볼 수 있다.
- 마찰음 (Fricative/spirant) - 조음 위치를 마찰시키면서 소리냄. 한국어 음절초의 /ㅅ/([s, ɕ]) /ㅎ/([h, ç]) 등.
- 파찰음 (Affricate) - 조음 위치를 막았다가 마찰시키면서 소리냄. 한국어 음절초의 /ㅈ/([t͡ɕ⁽ʰ⁾]) 등.